# Лиудолф (Саксония)
Лиудолф (на немски: Liudolf; * 805 или 806; † 11 или 12 март 866) е от 840 г. граф и около 844 – 866 г. херцог на племенното Херцогство Саксония.
Лиудолф е основател на род Лиудолфинги, фамилията, която дава императорите Ото I Велики, Ото II и Ото III, които са наричани също и Отони (Саксонска династия).

## Живот
Лиудолф е син на „маркграф Брун(хард) Млади“ и на Гисла от Верла. По други източници майка му се казва Адида, дъщеря на саксонския dux Екберт (* 756; † сл. 811) и Света Ида от Херцфелд († 4 септември 825), роднина на Карл Велики.
Лиудолф се жени преди 830 г. за Ода (* 805/806, † 17 май 913), дъщеря на princeps Билунг от род Билунги и Еда ила Ада (Aeda). Тя живее 107 години.
От 840 г. той е граф племенното Херцогство Саксония. През 845/846 г. Лиудолф и Ода пътуват до Рим при папа Сергий II. Той основава през 852 г. женски манастир в Брунсхаузен, който през 881 г. е преместен в по-късния манастир Гандерсхайм.
Погребан е в Брунсхаузен. В Гандерсхайм са погребани съпругата му Ода и ранните Лиудолфинги.

## Деца
Лиудолф и Ода имат 11 или 12 деца:
- Бруно или Брун († 2 февруари 880), граф на Саксония от 877 г.; убит в битка против норманите.
- Отон I Сиятелния или Ото († 30 ноември 912 г.), от 888 г. граф в Южна Тюрингия, граф в Айхсфелд, 908 г. светски игумен на Херсфелд, погребан в църквата Гандерсхайм; ∞ Хадвига Бабенберг (Hathui) († 24 декември 903), дъщеря на Хайнрих, princeps militiae, херцог на Австразия (dux Austrasiorum, от род Попони) и прапраправнучка на Карл Велики. Той е баща на Хайнрих I Птицелов, 919 – 936 г. крал на Източното франкско кралство.
- Танкмар, 877/879 игумен на Корвей
- Луитгарда († 17 или 30 ноември 885, погребана в Ашафенбург; ∞ пр. 29 ноември 874 г. за Лудвиг III Младши, крал на Източното франкско кралство († 20 януари 882) (от Каролингите)
- Енда ∞ NN
- Хатумод, (* 840, † 29 ноември 874), 852 г. игуменка на Гандерсхайм, погребана в Брунсхаузен (Бад Гандерсхайм)
- Герберга I († 5 септември 896/897), 874 игуменка на Гандерсхайм
- Христина († 1 април 919/920), 896 – 897 игуменка на Гандерсхайм, погребана в църквата Гандерсхайм
- 1 дъщеря († малка) и 2 или 3 сина